# Boér Ferenc
Boér Ferenc (Marosvásárhely, 1940. április 23. – ) erdélyi magyar színész. A Kolozsvári Állami Magyar Színház örökös tagja, a Harag György Társulat Örökös Tagja (2013).

## Életpályája
Középiskolai tanulmányait szülővárosában, a Bolyai Farkas Líceumban, főiskolai tanulmányait ugyanott, a 
Szentgyörgyi István Színművészeti Intézetben végezte (1956–1960). 1960–1982 között a Szatmárnémeti Északi Színház színésze; 1979–1980 között a magyar tagozat művészeti vezetője volt. 1982–1990 között a Marosvásárhelyi Nemzeti Színházhoz szerződött. 1990–2001 között – nyugdíjazásáig – a Kolozsvári Állami Magyar Színház egyik vezető színésze volt. 1994-től a Babeș–Bolyai Tudományegyetem színészképző magyar tagozatának osztályvezető tanára volt.

## Munkássága
Egyforma sikerrel játszik különböző karakterű szerepeket. Több sikeres önálló előadóestje is volt. 

### Főbb szerepei
- Cliff (John Osborne: Nézz vissza haraggal)
- Henrik (Jean Anouilh: Becket, vagy az isten becsülete)
- Helicon (Albert Camus: Caligula)
- Van Gogh (Kocsis István: Tárlat az utcán)
- Néró (Kincses Elemér: Ég a nap Seneca felett)
- Cątavencu (Ion Luca Caragiale: Elveszett levél)
- George (John Steinbeck: Egerek és emberek)
- Próbakő (William Shakespeare: Ahogy tetszik)
- Mr. Smith (Eugène Ionesco: A kopasz énekesnő)

### Önálló estjei
- Én, József Attila, itt vagyok! (József Attila-emlékműsor)
- Ki látott engem? (Ady-műsor)
- Ideghúron (Bartók-est)

## Kitüntetései
- A Magyar Érdemrend lovagkeresztje (2007)
- Szentgyörgyi István-díj (2007)
- A Román Kulturális és Vallásügyi Minisztérium Kulturális Érdemrendje (2004)
- Sík Ferenc-díj (1997)
- Gyulai Várszínház díja (1997) (Lucifer – Madách Imre: Az ember tragédiája)
- Kemény János-díj (1993)
- Merlin-díj (1993)
- EMKE-díj (1993)
- Nemzetiségi Színházak Kollokviuma, Sepsiszentgyörgy, 1992. Legjobb férfi alakítás díja (Mr. Smith – Ionesco: A kopasz énekesnõ)
- Nemzetiségi Színházak Kollokviumán I. díj (1978)